# Darwin D. Martin House
La Darwin D. Martin House, progettata da Frank Lloyd Wright tra il 1903 e il 1905, è una delle opere più significative dell'architetto statunitense ed è considerata un capolavoro dello stile Prairie School. Situata a Buffalo, nello stato di New York, l'abitazione fu commissionata da Darwin D. Martin, un influente uomo d'affari della Larkin Soap Company, e dalla sua famiglia . L'edificio è stato proclamato National Historic Landmark e rappresenta un esempio unico di integrazione tra design, funzionalità e architettura organica .
La Martin House è un esempio emblematico dell'approccio olistico di Wright all'architettura, in cui ogni elemento, dalle strutture alle decorazioni, è pensato per creare un'opera d'arte totale . La casa rimane una testimonianza del genio di Wright e della sua capacità di adattare lo spazio abitativo alle esigenze individuali dei suoi committenti .

## Storia
Darwin D. Martin, uomo d'affari di successo, scelse Wright per progettare non solo la casa di famiglia, ma anche il quartier generale della Larkin Company . Il progetto della Martin House nacque da una stretta collaborazione tra cliente e architetto, con Martin che offrì feedback continuo durante la costruzione . Wright definì la casa una "sinfonia domestica", sottolineando l'armonia tra estetica, funzionalità e materiali naturali .
Il complesso originale comprendeva sei edifici, tra cui la residenza principale, la Barton House (costruita per il cognato di Martin), un pergolato collegato a una serra con tetto di vetro, un garage con stalla e un cottage per il giardiniere . Tuttavia, molte di queste strutture furono demolite negli anni '60 e ricostruite tra il 2004 e il 2007 grazie a un imponente progetto di restauro .

## Caratteristiche architettoniche

### Design e Struttura
- Piano a forma di "T": La pianta della casa è organizzata secondo un layout a forma di "T", che massimizza la funzionalità degli spazi interni e crea una connessione fluida tra le diverse aree. Questa configurazione enfatizza la sensazione di apertura e continuità spaziale [4].
- Pier e cantilever: La costruzione utilizza pilastri interni (piers) e sporgenze orizzontali (cantilever), che non solo fungono da elementi strutturali, ma arricchiscono anche l’estetica dell’edificio [2].
- Materiali naturali: Wright scelse mattoni, legno e pietra per integrarsi con il paesaggio circostante, utilizzando colori caldi e naturali che evocano la terra e le praterie [1].

### Finestre e Vetrate Artistiche
Un elemento distintivo della Martin House sono le sue quasi 400 finestre con vetri artistici, che Wright descrisse come "light screens" (schermi di luce). Le finestre combinano funzionalità e decorazione, filtrando la luce naturale e creando riflessi che variano durante il giorno . I motivi geometrici, ispirati a forme naturali come piante e alberi, sono stati realizzati dalla Linden Glass Co. di Chicago . Alcuni disegni, come il celebre motivo wisteria, incarnano lo spirito organico dell’opera .

### Camino Centrale
Il cuore della casa è rappresentato dal camino centrale, un elemento ricorrente nelle opere di Wright. Questo camino, impreziosito da un mosaico con motivi di glicine, funge da ancoraggio simbolico e fisico per l’intera struttura . Il design intende rappresentare il focolare come centro della vita domestica, attorno al quale si articolano tutti gli altri spazi .

### Arredi Integrati
Wright progettò gran parte degli arredi della Martin House come parte integrante dell'architettura. Le strutture dei pilastri includono:
- Radiatori nascosti: Per mantenere il design pulito [4].
- Librerie e scaffali: Incorporati direttamente nei pilastri per ottimizzare gli spazi [4].
- Illuminazione: Lampade integrate nei pilastri per creare un'illuminazione morbida e uniforme[4].

### Spazi Interni
Gli interni della casa sono caratterizzati da:
- Open space: Ampi ambienti collegati senza divisioni rigide, che favoriscono la percezione di continuità [1].
- Decorazioni geometriche: Elementi decorativi coerenti con il tema naturale e geometrico dell'edificio [2].
- Palette cromatica naturale: Toni di marrone, ocra e verde, scelti per richiamare la natura circostante [1].

### Collegamenti tra Edifici
Il complesso originario era composto da sei strutture collegate tra loro, tra cui un lungo pergolato, una serra, un garage e un cottage per il giardiniere . Il pergolato, realizzato con tetto in vetro, creava una transizione visiva tra gli edifici, esaltando l’idea di un’architettura organica in armonia con l’ambiente .

### Lo Studio Domestico
Un dettaglio innovativo del progetto fu lo studio privato destinato a Darwin Martin, concepito per rispondere alle sue esigenze lavorative . L'ufficio, protetto dal rumore esterno grazie a spesse mura e finestre ridotte, fu uno spazio pionieristico per il lavoro da casa, anticipando i concetti moderni di smartworking . Wright disegnò una scrivania a tre lati, scaffali integrati e un lucernario per migliorare l'illuminazione naturale .

## Decadenza e Restauro
Dopo la morte di Darwin Martin nel 1935 e la successiva crisi economica della famiglia, la Martin House cadde in abbandono . Alcune parti del complesso furono demolite nel 1962, ma grazie a uno sforzo collettivo, un ambizioso progetto di restauro iniziò nel 1992, culminando nel 2019 . Oggi la casa è completamente restaurata e aperta al pubblico, ospitando visite guidate ed eventi culturali .